# الموهوب (فلم 2021)
الموهوب (بالإنجليزية: The Virtuoso) فيلم إثارة، وجريمة أمريكي لعام 2021 من تأليف وإخراج نيك ستاليانو، وعاونه في الكتابة  جيمس وولف. الفيلم من بطولة أنسون ماونت، وآبي كورنيش، وأنتوني هوبكنز. الفيلم يعرض الخطر والخداع والقتل على بلدة نائمة عندما يقبل قاتل محترف لمهمة جديدة من رئيسه المبهم. صدر الفيلم في الولايات المتحدة في 30 أبريل 2021.

## طاقم التمثيل
أنتوني هوبكنز: في دور الموجه
أنسون ماونت: في دور الموهوب
آبي كورنيش: في دور النادلة
ديورا بيرد: في دور فتاة جوني
إدي مارسان: في دور المنعزل
ديفيد مورس: في دور نائب الشرطة
ريتشارد بريك: في دور جوني الوسيم
كريس بيرفيتي: في دور كاتب الموتيل
بليز كوريجان: في دور الصديق
جينا هيلموث: في دور الأم
شاي جوثري: في دور فتاة سيارة المنافسة
ريان جونز: في دور شاب سيارة المنافسة
إستل جيرارد باركس: في دور الفتاة
لوري مولينو: في دور فتاة
باسل كيرشنر: في دور مار

## أحداث الفيلم
يتحدث الموهوب (أنسون ماونت) ليعرفنا بنفسه، بينما يصوب سلاحه من نافذة فندق إلى نافذة مبنى مقابل، وهو يطيل في شرح مهمته كقاتل محترف، بارع في التخطيط، وأيضاً في التوقيت. يصيب هدفه بقتل رجل، ويغادر بهدوء. يقيم في كوخ خارج المدينة بمفرده، ويتلقى التعليمات من رجل مسن (أنتوني هوبكنز) عن طريق صندوق البريد، حيث يترك له الموجه التعليمات بكلمات قليلة تشبه الشفرة.
يقدم الموهوب الطعام لكلب أبيض يحوم حول كوخه، وأثناء ذلك يأتيه اتصال من الموجه، الذي يطلب منه القيام بمهمة جديدة، ويسأله الموهوب عن سبب استخدام الهاتف بدلاً من صندوق البريد، ويطلعه الموجه على أهمية وسرعة هذه المهمة، حيث يجب أن تتم في خلال 48 ساعة فقط.
يدرس الموهوب تحركات الهدف، ويحدد مكان الاغتيال، وعند وقت التنفيذ تصاب أم لطفل صغير، مما يؤثر على معنويات الموهوب، ويذهب لزيارة قبر أبيه ليجد هناك الموجه الذي عرف تأثره بموت الأم أثناء المهمة، ويقوم بتقوية عزيمة الموهوب بتذكيره بوالده الجندي، وما يحدث من أضرار جانبية أثناء الحروب.
يتلقى الموهوب رسالة عن طريق صندوق بريده تحمل عنوان المهمة التالية ومسطور على ورقة صغيرة كلمتين فقط «الأنهار البيضاء». يعرف الموهوب مكان المهمة ولكنه لا يصل إلى تحديد شخصيته، حيث وصل إلى ضاحية صغيرة ويبدأ في قتل من يظن أنه الهدف.
يجلس الموهوب في الحانة الوحيدة في المنطقة المحددة لوجود الهدف المطلوب تصفيته، ويلتقي النادلة الحسناء وتحدث بينهما علاقة. تتوالى الأحداث ليكتشف الموهوب أن الهدف المراد تصفيته هو «الموهوب» نفسه.

## الإنتاج والصدور
تم التصوير في يناير 2019 في سانتا ينز، كاليفورنيا، وأيضًا في سكرانتون بولاية بنسلفانيا في أواخر مارس وأوائل أبريل من عام 2019.
حصلت شركة ليونز جيت في مارس 2021، على حقوق توزيع الفيلم في أمريكا الشمالية والمملكة المتحدة، وتم إصداره في دور عرض محدودة وعند الطلب ورقمياً في 30 أبريل 2021.

## استقبال الفيلم
حصل الفيلم على تقييم مقداره 20% بناء على آراء 35 ناقد سينمائي على موقع الطماطم الفاسدة، وكتب إجماع نفاد الموقع: «لا تدع العنوان، أو طاقم العمل الموهوب، يخدعك: الموهوب يخجل كثيرًا من مستوى الكفاءة الأساسي في محاولاته لانتزاع الإثارة الجديدة من إعداد فيلم قاتل رث».
منح موقع ميتاكريتيك فيلم «الموهوب» تقييم مقداره 24% بناء على آراء 7 نقاد.
كتب بيتر سوبشينسكي على موقع روجر إيبرت في 30 أبريل 2021: «غبي جدًا ليكون جيدًا في الواقع، ومملًا جدًا بحيث لا يكون على الأقل سيئًا بشكل ترفيهي»، ومنح الفيلم نجمة واحدة من أصل أربعة نجوم.
كتبت ليزلي فيلبرين من صحيفة الجارديان في 30 أبريل 2021: «عندما ينتهي كل شيء ويتم الكشف عن التطور الكبير الذي رأيته في أول 15 دقيقة من الفيلم، تشعر بالفراغ، والاكتئاب قليلاً، وتحتاج إلى فنجان آخر من القهوة»، ومنحت الفيلم درجة 2/5.
كتب رون ويلكنسون على موقع جست موفيز في 1 مايو 2021: «استمتع بالإثارة السوداء واترك كل الأشياء الأخرى جانباً»، ومنح الفيلم درجة 8/10.

## روابط خارجية
- الموهوب على موقع IMDb (الإنجليزية)
- الموهوب على موقع ميتاكريتيك (الإنجليزية)
- الموهوب على موقع روتن توميتوز (الإنجليزية)
- الموهوب على موقع ألو سيني (الفرنسية)
- الموهوب على موقع أول موفي (الإنجليزية)
- الموهوب على موقع قاعدة بيانات الفيلم (الإنجليزية)
- الموهوب على موقع ليتربوكسد (الإنجليزية)
- الموهوب على موقع كينوبويسك (الروسية)